# Принцесса и гоблин
Принцесса и гоблин (венг. A hercegnő és a kobold, англ. The Princess and the Goblin) — полнометражный мультипликационный фильм 1991 года совместного производства Великобритании, Японии и Венгрии режиссёра Йожефа Гемеша по сценарию Робина Лайонса, экранизация одноимённого романа Джорджа Макдональда 1872 года.

## Сюжет
Принцесса Айрин живет в замке в горах, где большую часть времени проводит со своей няней Лютти. Однажды в лесу ее преследуют ужасные существа, и сын шахтера, Керти, спасает ее своим пением. Вернувшись в замок, Айрин встречает свою таинственную прапрабабушку, которая сидит за прялкой в верхней башне и помогает ей несколько раз по ходу истории. Когда Керти попадает в плен к злобным гоблинам, Айрин бросается ему на помощь с волшебной нитью. Затем гоблины врываются в замок и пытаются похитить принцессу. Когда план проваливается, они отступают в свои пещеры и затапливают замок, но в конечном итоге сами становятся жертвами воды.

## Производство
«Принцесса и гоблин» считается 25-м по счёту венгерским полнометражным мультфильмом и первым анимационным фильмом, сделанным в Уэльсе.
Для создания мультфильма продюсер и сценарист Робин Лайонс обратился к венгерскому режиссеру Йожефу Гемешу, известному венгерскому режиссёру-мультипликатору. Фильм «Принцесса и гоблин» был снят с бюджетом в 10 миллионов долларов США в рамках совместного производства венгерской киностудии Паннония, британской компании Siriol Films, валлийского телеканала S4C и японской вещательной компании NHK. Большая часть анимации была сделана компанией Siriol в Кардиффе, что сделало фильм первым анимационным фильмом из Уэльса. Кроме того, для озвучивания были привлечены несколько известных британских актеров, в том числе Рой Киннер, который умер за три года до выхода фильма.
В сценарии Лайонс в значительной степени остался верен почти 120-летнему роману шотландского автора Джорджа Макдональда. Однако есть некоторые незначительные сюжетные отличия по сравнению с оригиналом. Так, в отличие от книги, придворные изначально не знают о существовании гоблинов. Более того, принцесса встречается со своей прапрабабушкой только после того, как узнает о Керти и гоблинах, и не имеет никаких контактов с шахтерами.

## Над фильмом работали
- Производство: Паннония, Siriol Films, S4C, NHK
- Режиссёр: Йожеф Гемеш
- Сценаристы: Робин Лайонс, Джордж МакДональд
- Продюсеры: Робин Лайонс, Мариэтта Дардай, Эмоке Марсовски, Стив Уолш
- Композитор: Иштван Лерх
- Монтажёр: Магда Хап

## Роли озвучивали
- Сэлли Энн Марш — принцесса
- Клэр Блум — прапрабабушка
- Рой Киннир — свинка
- Рик Мейолл — принц Фроглип
- Пегги Маунт — королева гоблинов
- Питер Мюррей — Керти
- Виктор Спинетти — Глюмп
- Уильям Хуткинс — отец Керти
- Максин Хоу — мать Керти
- Стефен Лайонс — пьяный повар
- Робин Лайонс — король гоблинов
- Иштван Авар — король
- Имре Чуя — солдат
- Илона Дьёри — Лути
- Габор Мелис — солдат
- Чаба Петеш — солдат
- Шандор Роста — солдат
- Габор Шалингер — солдат
- Филлис Смит — рассказчик
- Шандор Шука — лакей

## Критика
В журнале Halliwell's Film Guide фильм был назван «неинтересным анимационным фильмом со скучным сказочным сюжетом, бездарно реализованным». The New York Times писала: «Если «Принцесса и гоблин» и может немного развлечь детскую аудиторию, то ее персонажи не имеют четкой визуальной или вербальной направленности. В кинотеатре, кишащем ужасающими монстрами, гоблины кажутся неэффективными и не опасными, даже когда они выходят на тропу войны».
Рита Кемпли из Washington Post написала, что фильм установил стандарт, который намного ниже, чем у «Аладдина».
Несмотря на это, фильм «Принцесса и гоблин» получил Знак одобрения от фонда Dove Foundation и Премию за выдающиеся достижения Консультативного совета по кинематографии. Фильм также получил премию «Лучший детский фильм» на Международном кинофестивале в Форт-Лодердейле.